# 마하바드 공화국
마하바드 공화국 또한 쿠르디스탄 공화국이라고도 불린다.(쿠르드어: کۆماری کوردستان; 페르시아어: جمهوری مهاباد Jumhuriye Mahâbâd), 현재의 이란에 단명한 쿠르드 자치 미승인 국가가 있었다. 1946년 1월 22일부터 12월 15일까지. 소련의 꼭두각시 국가인 마하바드 공화국이 소련의 인정받지 못한 단명한 꼭두각시 국가인 아제르바이잔 인민정부와 함께 등장했다.
마하바드 공화국의 수도는 이란 북서부에 위치한 마하바드였다. 이 공화국은 마하바드와 인근 도시인 부칸, 오슈나비에, 피란샤르, 나가데를 포함한 작은 영토를 포함했다. 또한 공화국은 아제르바이잔 인민정부가 점유하고 있는 우르미아, 코이, 살마스의 세 도시를 영유권으로 주장했다.

## 배경
이란은 1941년 8월 말, 연합군에 의해 침공당했고, 소련은 북부를 장악했다. 중앙정부가 없는 소련은 이란 북서부를 소련에 합병하려고 시도했고 쿠르드 민족주의를 장려했다. 이러한 요소들로 인해 이란 국가의 경계 내에서 이란의 쿠르드족을 위한 자치와 자치 정부를 무엇보다도 추구하는 쿠르드 선언문이 탄생했다. 대부분 쿠르드족이 거주하는 마하바드 마을에서는 부족장의 지원을 받는 중산층 위원회가 지방행정을 인수했다. 쿠르디스탄 부흥협회(코멜리 지야네웨이 쿠르디스탄 또는 JK)라는 정당이 결성되었다. 종교 율법학자 가문의 수장인 카지 무함마드가 당 대표로 선출되었다. 공화국은 1945년 12월까지 선포되지 않았지만, 카지의 위원회는 공화국이 붕괴될 때까지 5년 넘게 그 지역을 통치했다.

## 역사
1941년 6월, 독일이 소련과 체결한 독일-소련 불가침 조약을 일방적으로 파기하고 소련을 침공하면서 예방조치로, 또한 랜드리스 물자를 전달하기 위한 보급로로 사용하기 위한 목적으로 1941년 8월 25일 영국과 소련은 합동으로 이란을 침공하였다. 이 때문에 레자 샤 팔라비는 퇴위되어 모리셔스로 망명하였으며, 그의 아들 모하마드 레자 팔라비 왕세자가 이란의 새 군주가 되었다. 1942년 1월에는 영소이 "삼자 조약"을 통하여 현 군 주둔은 점령의 목적이 아니며, 이란은 연합국의 일원이고 종전 6개월 내에 이란 영토에서 철수하겠다고 합의했다.
전쟁 기간 내내 영미는 이란을 나치 독일과 맞서 싸우는 소련에 군수 물자를 제공하는 중요한 보급로 역할로 이용했다. 3만명에 달하는 미군 비전투 요원과 보급물자가 이란을 거쳐갔으며, 나중에는 "승리의 다리"라는 말이 붙여지기도 했다. 1943년 테헤란 회담에서는 영미소 빅3가 이란의 미래 주권과 영토 보전을 보장해주었으며 전후 재건과 개발을 위한 자금 지원도 약속했다.
이란의 점령은 독일 항복 이후 열린 포츠담 회담에서 전후 끝난다고 말했지만, 소련의 이오시프 스탈린은 앞서 테헤란 회담에서 합의한 처칠의 연합국 철수안에 대해 반대했다. 하지만 소련군은 합의 기한인 3월 2일을 넘겨도 철수하지 않았으며 오히려 군사를 남쪽으로 진격시켰다. 1945년 12월 말 군대와 비밀경찰을 동원하여 이란 영토 내에 친소 "인민공화국"인 자파르 피셰바리의 아제르바이잔 인민 정부와 카지 무함마드의 마하바드 공화국을 독립시켰다.
마하바드 공화국은 1945년 12월 독립을 선포했다. 초기에 소련에게 승인받은 이 쿠르드인 공화국은 카지 무함마드가 종교 지도자이자 정치적 지도자로 활약했다. 소련의 반대에도 불구하고 마하바드 공화국의 신생 군대인 페쉬메르가의 총지휘관으로 무스타파 바르지니가 활약했다. 바르자니의 군 지원과 쿠르드족 60명의 부족 지도자들과 함께 KDP-I을 창당했으며 1946년 1월 22일 카지 무함마드가 마하바드 공화국의 초대 대통령으로 공식 취임하였다.
이 공화국의 쿠르드군은 소련의 군사 장교 살라후딘 카지모프가 고문으로 많은 지원을 받았다. 소련은 추가 군사 훈련 지원을 위하여 쿠르드인 최소 60여명을 소련령 아제르바이잔으로 데려다 훈련을 시켜줘 영향력을 확장했다. 이에 마하바드 공화국군은 총 전투 장교 70명, 비전투 장교 40명, 사병 1,200명으로 구성되어 있었다.
마하바드 공화국이 이웃의 아제르바이잔과 군사 협력 조약을 체결한지 5일 후인 1946년 4월 29일, 공화국 남서쪽 끄트머리 카흐라와에서 첫 쿠르드인 연대가 포병, 기병의 지원을 받는 이란군 600명과 마주했다. 이에 바르지니가 이끄는 쿠르드군은 카흐라와 마을 근처에서 매복하여 이란군을 기습해 21명을 죽이고 17명을 부상입히고, 40명을 포로로 잡으며 마하바드 공화국의 첫 승리를 이끌었다.
마하바드 공화국의 페쉬메르가는 1946년 5월 내내 이 지역에서 이란군 정찰군과 계속 충돌했다. 이 한달 동안 쿠르드군의 공세는 소련의 영향력이 적은 지역에서 약간의 전초전과 충돌을 제외하면 거의 없었다. 이 이유는 당시 소련과 이란이 맺고 있었던 석유 계약 때문으로 추정된다. 1946년 5월 3일 쿠르드군과 이란 장군 알리 라즈마라와 맺은 휴전 협정으로 대규모 공격이 중단되고 각 군이 후퇴하면서 자신의 지역 내에서 군을 정비하며 후일을 도모하고자 했다.
1946년 6월 15일, 준비 기간이 끝나고 마마샤흐의 밀 카라니가 이끄는 두번째 쿠르드인 연대가 포병, 전차, 항공 지원을 받는 2개 이란군 대대와 충돌하며 마마샤흐 전투가 일어났다. 이 전투로 쿠르드족이 패배해 이란군이 고지대를 차지하고 망루를 건설하여 이 지역에 대한 군사적 주도권을 잡게 되었다. 부족 내의 담합력이 부족하여 마하바드 공화국이 약해진 상태에서 마마샤흐 전투의 여파까지 덮치게 되었다.
카지 무함마드의 정부 측 지원이 부족 측 지원의 약화로 줄어들면서 바르자니의 페쉬메르가가 마하바드 공화국의 유일한 군사 세력으로 남게 되었다. 이 결과 마하바드 공화국은 1946년 말에는 고립무원 상태에 빠졌으며 소련군의 지원도 닿지 못했다. 마하바드 공화국은 이란군의 공격에 직면하였으며 1946년 12월에는 이란령 아제르바이잔 지역이 이란군에게 넘어가게 된다. 반대측이 남아 있기는 했으나 양측은 협상을 하기로 결정했다. 페쉬메르가와 바르자니의 가족을 포함한 바르자니 세력은 1946년 12월 15일 나카다로 후퇴하였으며, 이란군은 공식적으로 마하바드를 장악하면서 마하바드 공화국은 1년의 단명한 공화국으로 멸망했다.
마하바드의 페쉬메르가에 대한 무장 해제를 시도했으나 페쉬메르가는 무기 대부분을 밀수하여 빼돌렸다. 1947년 3월 페쉬메르가는 다시 이란군과 충돌하였다. 3월 중순에는 여러 전투를 치루며 이란군의 여러 축출 작전에 대항해 페쉬메르가가 방어하는 모양새로 진행되었으며 바르자니를 축출하기 위한 경쟁 쿠르드족 부족군 자원군도 이란군과 함께 싸우기도 했다. 페쉬메르가는 날로스 전투와 같이 포병을 효율적으로 사용할 수 있는 곳에서 이란군에게 연대 지휘관 칼라시 대령을 포함한 많은 사상자를 입히고 포로를 다수 얻기도 하였다. 이란 군사대열에 대한 매복공격을 통하여 이란군 50명이 사망하고 자한바니 장군의 아들 중위 자한바니를 포로로 붙잡기도 했다. 그러나 결국에는 이란군의 계속된 공격으로 쫓기고 있었으며 마하바드는 이란을 떠나 이라크령 쿠르디스탄으로 후퇴하겠다고 마음먹었다.
페쉬메르가와 바르자니 지도부는 2차례 이라크로 넘어가 이라크 경찰과 자쉬 군은 압도하며 손쉽게 바르잔까지 가는 데에는 성공했으나, 결국 아흐마드 바르자니는 이라크 정부에게 체포되었고 무함바드 바르자니는 항복할 것을 요구받았다. 무스타파 바르자니의 군대를 패퇴시키기 위해 이라크군이 동원을 시작하자 바르자니는 소련으로 탈출하기로 결심했다. 1947년 5월 소련으로 가기 시작했으며 가던 도중 이란군과 치열한 교전을 벌였다.
1947년 6월 9일, 페쉬메르가는 군 대열의 측면을 공격했다. 무스타파 바르자니와 아사드 코샤비가 각각 양갈래로 공격하여 페쉬메르가는 이란군 수백명을 죽이고 전차 수 대를 파괴했으며 포병을 무력화시키고 전투기를 격추시키기도 했다. 이후에는 이란군을 피하거나 전투하면서 계속 진격하며 소련으로 향했으며 1947년 6월 18일 페쉬메르가 500명과 바르자니가 아라스강을 건너며 소련으로 입국하였다.

## 여파

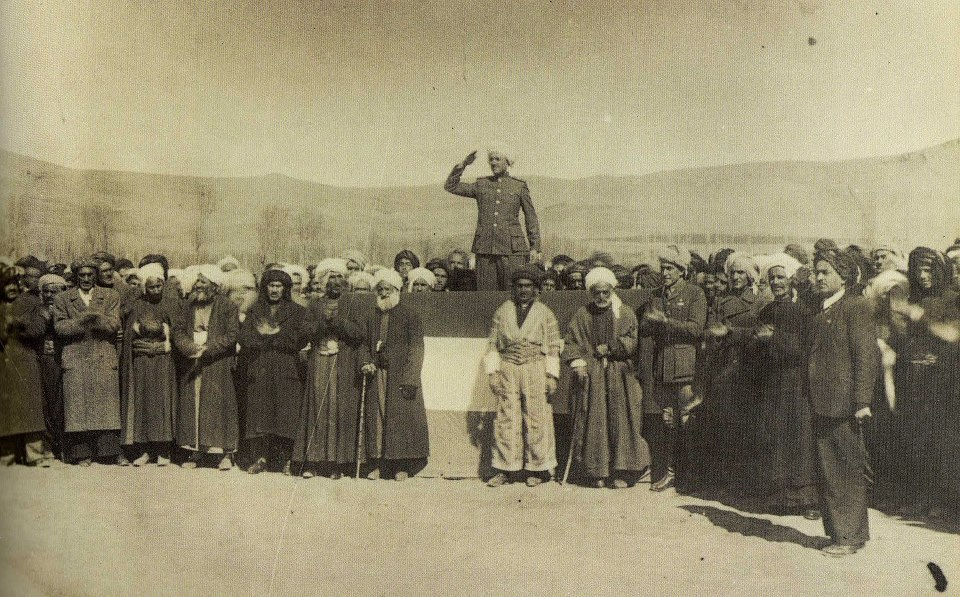
카지 무함메드, 마하바드 공화국 수립

무스타파 바르자니는 이라크령 쿠르디스탄 출신 병사들과 함께 공화국군의 중추를 이루었다. 공화국이 함락된 후, 대부분의 병사들과 이라크군 장교 4명은 이라크로 복귀하기로 결정했다. 장교들은 이라크로 귀환하자마자 사형을 선고받았으며, 오늘날에는 카지와 함께 쿠르디스탄을 위해 순교한 영웅으로 추앙받고 있다. 수백 명의 병사들이 바르자니와 함께하기로 결정했다. 그들은 5주간의 행군 끝에 이란군의 모든 방해 공작을 물리치고 소련령 아제르바이잔으로 향했다.

## 같이 보기
- 무크리얀
- 이란의 쿠르드족
- 아제르바이잔 인민정부
- 페르시아 사회주의 소비에트 공화국
- 호라산 자치정부
- 이란-러시아 관계